# Pero Comiso
Pero Comiso es el nombre de una variedad cultivar de manzano (Malus domestica). Esta manzana estuvo cultivada en la colección de la Estación Experimental Aula Dei (Zaragoza). Esta manzana es una variedad de manzanas antiguas autóctonas de la provincia de Orense, actualmente ha descendido su interés comercial donde tenía su principal ámbito de cultivo en Galicia.

## Sinónimos
- "Manzana Pero Comiso",[5][7][8]
- "Maceira Pero Comiso".

## Historia
La variedad de manzana 'Pero Comiso' tiene su origen en la Provincia de Orense de la comunidad autónoma de Galicia.
Variedad que ha bajado su interés comercial en la provincia de Orense con respecto a periodos anteriores donde tuvo una gran difusión, que ha sido desplazado su cultivo por las nuevas variedades selectas foráneas que se distribuyen por los grandes circuitos de comercialización.

## Características
El manzano de la variedad 'Pero Comiso' tiene un vigor medio; porte enhiesto, con vegetación muy tupida, hoja pequeña; tubo del cáliz en forma de embudo, y con los estambres situados en su mitad, pistilo fuerte.
La variedad de manzana 'Pero Comiso' tiene un fruto de tamaño medianamente pequeño; forma cónica, ventruda en su base o cilíndrica; contorno suavemente irregular, a veces leve acostillado hacia la zona del ojo; piel muy suavemente grasa; con color de fondo verdoso, importancia del sobre color alto, color del sobre color rojo, distribución del sobre color chapa/pinceladas; presentando chapa roja más o menos intensa en la zona de insolación así como pinceladas suaves y poco uniformes de rojo más oscuro en el resto del fruto, acusa un punteado abundante, vistoso, de color claro, y con una sensibilidad al "russeting" (pardeamiento áspero superficial que presentan algunas variedades) débil; pedúnculo medianamente largo y fino, más estrecho en su parte media, de color marrón verdoso y en el extremo dos embriones de yemas, anchura de la cavidad peduncular estrecha o mediana, profundidad cavidad pedúncular profunda o poco profunda, fondo limpio con rayas ruginosas de color marrón, y con una importancia del "russeting" en cavidad peduncular medio; anchura de la cavidad calicina estrecha, profundidad de la cavidad calicina poco profunda, en algunos frutos es casi superficial, de bordes ondulados y arrugado en el fondo, y con importancia del "russeting" en cavidad calicina débil; ojo mediano y cerrado; sépalos largos, compactos en su base, puntas agudas y vueltas hacia fuera, con tomento grisáceo.
Carne de color blanco-crema-verdoso; textura crujiente; sabor característico y bueno, leve acidulado, algo aromático; corazón  mediano, bulbiforme y bien delimitado por las fibras que lo enmarcan; eje abierto o entreabierto; celdas alargadas, redondeadas y puntiagudas en su inserción; semillas poco abundantes, de un tono castaño.
La manzana 'Pero Comiso' tiene una época de maduración y recolección tardía, en otoño-invierno, su recolección se lleva a cabo a mediados de noviembre. Se usa como manzana de mesa fresca de mesa y en la cocina. Aguanta conservación en frío hasta cuatro meses.